# Filipinomysz
Filipinomysz (Apomys) – rodzaj ssaków z podrodziny myszy (Murinae) w obrębie rodziny myszowatych (Muridae).

## Rozmieszczenie geograficzne
Rodzaj obejmuje gatunki występujące na Filipinach.

## Morfologia
Długość ciała (bez ogona) 71–179 mm, długość ogona 97–185 mm, długość ucha 14–27 mm, długość tylnej stopy 20–45 mm; masa ciała 16–140 g.

## Systematyka
Rodzaj zdefiniował w 1905 roku amerykański ornitolog Edgar Alexander Mearns w artykule zatytułowanym Opisy nowych rodzajów i gatunków ssaków z wysp filipińskich, opublikowanym w czasopiśmie „Proceedings of the United States National Museum”. Gatunkiem typowym jest (oryginalne oznaczenie) filipinomysz podniebna (A. hylocoetes).

### Etymologia
- Apomys: Apo, Mindanao, Filipiny; gr. μυς mus, μυος muos ‘mysz’[1].
- Megapomys: gr. μεγας megas ‘wielki’; rodzaj Apomys Mearns, 1905[2]. Gatunek typowy (oryginalne oznaczenie): Mus datae Meyer, 1899.

### Podział systematyczny
Do rodzaju należą gatunki zgrupowane w dwóch podrodzajach:
| Podrodzaj | Grafika | Gatunek               | Autor i rok opisu                                                                           | Nazwa zwyczajowa           | Podgatunki         | Rozmieszczenie geograficzne | Podstawowe wymiary                              | Status IUCN |
| --------- | ------- | --------------------- | ------------------------------------------------------------------------------------------- | -------------------------- | ------------------ | --- | ----------------------------------------------- | ----------- |
| Apomys    |         | Apomys camiguinensis  | Heaney & Tabaranza, 2006                                                                    | filipinomysz wysepkowa     | gatunek monotypowy | Camiguin; zakres wysokości: 1000–1400 m n.p.m.                                                                                          | DC: około 10,6 cm DO: 14–16 cm MC: 33–48 g      | VU          |
| Apomys    |         | Apomys hylocoetes     | Mearns, 1905                                                                                | filipinomysz podniebna     | gatunek monotypowy | Mindanao (pasmo górskie Kitanglad, góra Apo; prawdopodobnie pasma górskie Kamangkil i Lumut); zakres wysokości: 1800–2800 m n.p.m.      | DC: 11,1–11,5 cm DO: 12–15 cm MC: 33–45 g       | LC          |
| Apomys    |         | Apomys insignis       | Mearns, 1905                                                                                | filipinomysz niezwykła     | gatunek monotypowy | Mindanao i Dinagat; zakres wysokości: 0–2800 m n.p.m.                                                                                   | DC: 7,1–12,3 cm DO: 13,4–17,6 cm MC: 33–52 g    | LC          |
| Apomys    |         | Apomys littoralis     | (Sanborn, 1952)                                                                             | filipinomysz nadbrzeżna    | gatunek monotypowy | Mindanao (prowincje Lanao del Sur i Maguindanao); być może Leyte, Biliran i Bohol; zakres wysokości: 15–1400 m n.p.m.                   | DC: 10–10,3 cm DO: 12,2–12,6 cm MC: brak danych | DD          |
| Apomys    |         | Apomys musculus       | G.S. Miller, 1911                                                                           | filipinomysz drobna        | gatunek monotypowy | Luzon, Mindoro i Dinagat; zakres wysokości: 300–2370 m n.p.m.                                                                           | DC: 7,6–12,4 cm DO: 9,7–12,1 cm MC: 16–24 g     | LC          |
| Apomys    |         | Apomys microdon       | Hollister, 1913                                                                             | filipinomysz mała          | gatunek monotypowy | Luzon i Catanduanes; zakres wysokości: 0–2025 m n.p.m.                                                                                  | DC: 9–10,7 cm DO: 12,4–14,9 cm MC: 28–42 g      | LC          |
| Megapomys |         | Apomys gracilirostris | Ruedas, 1995                                                                                | filipinomysz dżunglowa     | gatunek monotypowy | Mindoro (zapisy tylko z północnego grzbietu góry Halcon; prawdopodobnie szeroko rozpowszechniony); zakres wysokości: 1250–1950 m n.p.m. | DC: 13,7–14,7 cm DO: 13,5–18,5 cm MC: 71–140 g  | LC          |
| Megapomys |         | Apomys sierrae        | Heaney, Balete, Rickart, Alviola, M.R.M. Duya, M.V. Duya, Veluz, VandeVrede & Steppan, 2011 | filipinomysz górska        | gatunek monotypowy | Luzon (Sierra Madre, góra Lataan, góry Mungiao oraz góra Palali) i przyległa Palaui; zakres wysokości: 155–1700 m n.p.m.                | DC: 12,2–17,1 cm DO: 11,8–15,4 cm MC: 64–111 g  | LC          |
| Megapomys |         | Apomys magnus         | Heaney, Balete, Rickart, Alviola, M.R.M. Duya, M.V. Duya, Veluz, VandeVrede & Steppan, 2011 | filipinomysz duża          | gatunek monotypowy | Luzon (góra Banahaw; być może przyległa góra San Cristobal); zakres wysokości: 765–1465 m n.p.m.                                        | DC: 13,7–16 cm DO: 13,3–15,4 cm MC: 92–128 g    | LC          |
| Megapomys |         | Apomys aurorae        | Heaney, Balete, Rickart, Alviola, M.R.M. Duya, M.V. Duya, Veluz, VandeVrede & Steppan, 2011 | filipinomysz rdzawa        | gatunek monotypowy | wschodni Luzon (góry Mingan w półudniowej części Sierra Madre); zakres wysokości: 735–1675 m n.p.m.                                     | DC: 12,6–15,2 cm DO: 12,9–15,3 cm MC: 58–92 g   | LC          |
| Megapomys |         | Apomys zambalensis    | Heaney, Balete, Rickart, Alviola, M.R.M. Duya, M.V. Duya, Veluz, VandeVrede & Steppan, 2011 | filipinomysz jasna         | gatunek monotypowy | zachodni Luzon (góry Zambales); zakres wysokości: 365–1690 m n.p.m.                                                                     | DC: – cm DO: – cm MC: – g                       | LC          |
| Megapomys |         | Apomys iridensis      | Heaney, Balete, Veluz, Steppan, Esseltyn, Pfeiffer & Rickart, 2014                          |                            | gatunek monotypowy | wschodni Luzon (góra Irid; być może szeroko rozpowszechniony w południowej części Sierra Madre); zakres wysokości: 700–1320 m n.p.m.    | DC: 13,6–15,5 cm DO: 13,2–15,7 cm MC: 76–104 g  | LC          |
| Megapomys |         | Apomys minganensis    | Heaney, Balete, Rickart, Alviola, M.R.M. Duya, M.V. Duya, Veluz, VandeVrede & Steppan, 2011 | filipinomysz drobnooka     | gatunek monotypowy | wschodni Luzon (góry Mingan; być może w przyległych południowych Sierra Madre i gór Dingalan); zakres wysokości: 1540–1785 m n.p.m.     | DC: 25–28 cm DO: 11,6–13,8 cm MC: 66–92 g       | LC          |
| Megapomys |         | Apomys brownorum      | Heaney, Balete, Rickart, Alviola, M.R.M. Duya, M.V. Duya, Veluz, VandeVrede & Steppan, 2011 | filipinomysz brunatna      | gatunek monotypowy | zachodni Luzon (góra Tapulao; być może inne wysokie szczyty gór Zambales); zakres wysokości: 1080–2024 m n.p.m.                         | DC: 12,3–14 cm DO: 10,7–11,6 cm MC: 60–84 g     | DD          |
| Megapomys |         | Apomys banahao        | Heaney, Balete, Rickart, Alviola, M.R.M. Duya, M.V. Duya, Veluz, VandeVrede & Steppan, 2011 | filipinomysz krótkoogonowa | gatunek monotypowy | Luzon (góra Banahaw i Banahaw de Lucban; prawdopodobnie góra San Cristobal); zakres wysokości: 1465–1750 m n.p.m.                       | DC: 12,5–15,4 cm DO: 11,1–13,3 cm MC: 71–92 g   | LC          |
| Megapomys |         | Apomys sacobianus     | D.H. Johnson, 1962                                                                          | filipinomysz długonosa     | gatunek monotypowy | zachodni Luzon (góra Pinatubo, góry Zambales; być może szerzej rozpowszechniony); zakres wysokości: 365–1080 m n.p.m.                   | DC: 13,5–15,8 cm DO: 11,5–15,9 cm MC: 71–105 g  | LC          |
| Megapomys |         | Apomys lubangensis    | Heaney, Balete, Veluz, Steppan, Esseltyn, Pfeiffer & Rickart, 2014                          |                            | gatunek monotypowy | Lubang (góra Ambulong); zakres wysokości: 130–450 m n.p.m.                                                                              | DC: 14,3–16 cm DO: 12,8–15,4 cm MC: 102–128 g   | LC          |
| Megapomys |         | Apomys abrae          | (Sanborn, 1952)                                                                             | filipinomysz reliktowa     | gatunek monotypowy | północno-zachodni Luzon (Kordyliera Centralna); zakres wysokości: 925–2200 m n.p.m.                                                     | DC: 12,1–14,1 cm DO: 12–14,4 cm MC: 50–79 g     | LC          |
| Megapomys |         | Apomys datae          | (A.B. Meyer, 1899)                                                                          | filipinomysz stokowa       | gatunek monotypowy | północno-zachodni Luzon (Kordyliera Centralna); zakres wysokości: 1500–2800 m n.p.m.                                                    | DC: 12,5–15,5 cm DO: 12,1–13,9 cm MC: 63–105 g  | LC          |
| Megapomys |         | Apomys crinitus       | Heaney, Balete, M.R M. Duya, M.V. Duya, Kyriazis, Rickart, Steppan & Rowsey, 2025           |                            | gatunek monotypowy | endemit Filipin: Mindoro | DC: brak danych DO: brak danych MC: brak danych | NE          |
| Megapomys |         | Apomys minor          | Heaney, Balete, M.R.M. Duya, M.V. Duya, Kyriazis, Rickart, Steppan & Rowsey, 2025           |                            | gatunek monotypowy | endemit Filipin: Mindoro | DC: brak danych DO: brak danych MC: brak danych | NE          |
| Megapomys |         | Apomys veluzi         | Heaney, Balete, M.R.M. Duya, M.V. Duya, Kyriazis, Rickart, Steppan & Rowsey, 2025           |                            | gatunek monotypowy | endemit Filipin: Mindoro | DC: brak danych DO: brak danych MC: brak danych | NE          |

Kategorie IUCN:  LC  – gatunek najmniejszej troski,  VU  – gatunek narażony,  DD  – gatunki o nieokreślonym stopniu zagrożenia.